# 오금근
오금근(popliteus muscle) 또는 슬와근(膝窩筋)은 다리의 근육이다. 이족보행 주기에서 지면에 닿은 쪽 발에서는(closed chain) 오금근이 넙다리뼈를 정강뼈에 대해 가쪽으로 회전시켜 무릎을 잠기지 않도록 한다. 발이 지면에 닿지 않았을 때(open chain)는 오금근이 정강뼈를 넙다리뼈에 대해 안쪽으로 회전시킨다. 이 작용은 앉을 때와 일어설 때도 마찬가지로 일어난다. 종아리뒤칸의 근육들 중 발목에 작용하지 않고 무릎에만 작용하지 않는 유일한 근육으로, 장딴지근 등은 양쪽에 모두 작용한다.

## 구조
오금근은 둥근 힘줄의 형태로 넙다리뼈 가쪽위관절융기의 가쪽 측면에서 시작된다. 오금근의 섬유는 아래안쪽으로 주행하여 가자미근선 위쪽의 정강뼈 뒷면에 닿는다. 또한 힘줄은 가쪽곁인대와 넙다리두갈래근의 힘줄 아래쪽으로 지나간다. 가쪽반달의 위쪽으로도 니가지만 45%의 경우에서는 반달과 연결되지 않으며, 반대로 17.5%의 경우에서는 강하게 연결되어 있다. 따라서 오금근은 윤활주머니 바깥(extrasynovial), 관절 바깥(extra-articular), 관절주머니 안(intracapsular)에 위치한다.

### 신경 분포
L5, S1 척수신경 뿌리에서 나온 정강신경이 오금근에 분포한다.

### 변이
장딴지근 가쪽갈래의 종자뼈에서 나오는 추가적인 근육 갈래가 간혹 존재한다.
드물게 작은오금근(popliteus minor)이라는 근육이 관찰된다. 작은오금근은 장딴지빗근보다 안쪽의 넙다리뼈에서 일어나 무릎관절의 빗오금인대에 닿는다.
14%의 사람들에서는 종아리정강근(peroneotibialis)이 관찰된다. 이는곳은 종아리뼈 머리의 안쪽 측면이며 닿는곳은 정강뼈 빗선의 끝점이다. 종아리정강근은 오금근 아래쪽에 놓인다.
'Cyamella'라고 하는 오금근 힘줄에 박혀 있는 작은 종자뼈가 또 다른 변이로서 알려져 있다. 사람에서는 057 ~ 1.8%의 드문 발생률을 보인다. 그러나 다른 영장류나 기타 특정 동물들에서는 더 자주 나타난다.

## 작용
넓적다리에 대해 다리를 굽히는 것을 돕는다. 다리가 굽혀진 상태일 때는 정강뼈를 안쪽으로 돌린다.
특히 무릎을 구부리는 동작을 할 때 초기에 작용하는데, 정강뼈가 약간 안쪽으로 돌아가게 한다. 정강뼈가 안쪽으로 돌아가는 것이 무릎을 굽히기 시작할 때 필수적이다.
다리가 완전히 펴져 있을 때는 넙다리뼈가 정강뼈에 대해 약간 안쪽으로 돌아 무릎관절을 제자리에 잠그게 된다. 오금근은 잠긴 무릎을 푸는 데(unlock)에 핵심적인 역할을 한다고 종종 언급된다. 이는 오금근이 정강뼈에 대해 넙다리뼈를 가쪽으로 돌려 무릎의 굽힘을 시작하기 때문이다.
또한 오금근은 무릎의 가쪽반달에 붙어 무릎을 굽히는 동안 가쪽반달을 뒤쪽으로 물러나게 한다. 이는 무릎을 굽힐 때 정강뼈와 넙다리뼈 사이의 반달이 충돌하는 것을 방지한다.

## 추가 이미지

빨간색으로 표시된 오금근
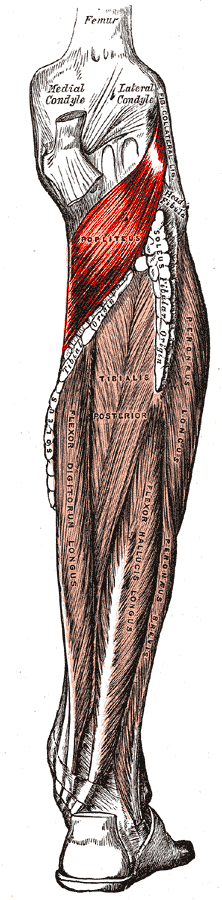
오른쪽 종아리뒤칸 깊은층
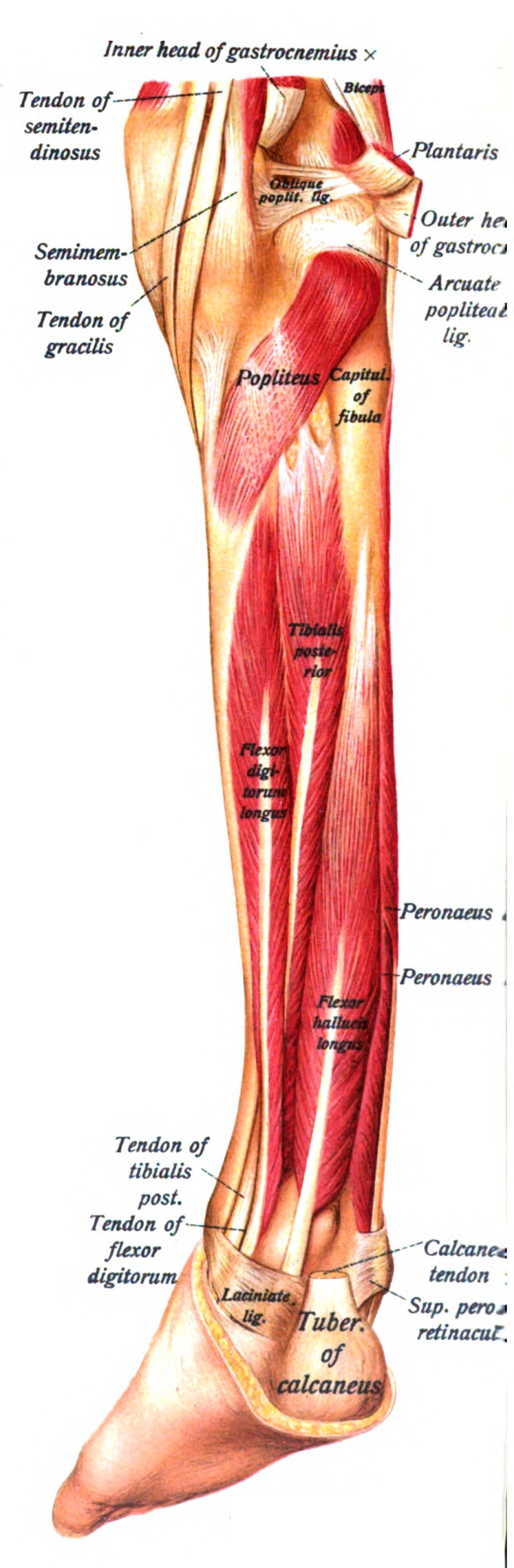
오른쪽 종아리뒤칸 깊은층

## 참고 문헌
이 문서는 현재 퍼블릭 도메인에 속하는 그레이 해부학 제20판(1918) page 484의 내용을 기초로 작성된 글이 포함되어 있습니다.
1. 1 2  Strickland, Justin P.; Fester, Eric W.; Noyes, Frank R. (2017년 1월 1일),  Noyes, Frank R.; Barber-Westin, Sue D., 편집., “2 - Lateral and Posterior Knee Anatomy”, 《Noyes' Knee Disorders: Surgery, Rehabilitation, Clinical Outcomes (Second Edition)》 (영어) (Elsevier), 23–35쪽, doi:10.1016/b978-0-323-32903-3.00002-0, ISBN 978-0-323-32903-3, 2021년 3월 1일에 확인함
2. ↑  Jadhav, Siddharth P.; More, Snehal R.; Riascos, Roy F.; Lemos, Diego F.; Swischuk, Leonard E. (March 2014). “Comprehensive Review of the Anatomy, Function, and Imaging of the Popliteus and Associated Pathologic Conditions”. 《RadioGraphics》 (영어) 34 (2): 496–513. doi:10.1148/rg.342125082. ISSN 0271-5333.
3. ↑  Gray, Henry. 1918. Anatomy of the Human Body. Page 485
4. ↑  Berthaume, Michael A.; Bull, Anthony M. J. (July 2021). “Cyamella (a popliteal sesamoid bone) prevalence: A systematic review, meta‐analysis, and proposed classification system”. 《Clinical Anatomy》 (영어) 34 (5): 810–820. doi:10.1002/ca.23743. ISSN 0897-3806.
5. ↑  Akansel, Gur; Inan, Nagihan; Sarisoy, H. Tahsin; Anik, Yonca; Akansel, Sertaç (2006). “Popliteus muscle sesamoid bone (Cyamella): Appearance on radiographs, CT and MRI”. 《Surgical and Radiologic Anatomy》 28 (6): 642–645. doi:10.1007/s00276-006-0134-8. PMID 17066262. S2CID 13339926.
6. 1 2  Wood, Addison; Boren, Morgan; Dodgen, Taylor; Wagner, Russell; Patterson, Rita M. (March 2020). “Muscular architecture of the popliteus muscle and the basic science implications”. 《The Knee》 27 (2): 308–314. doi:10.1016/j.knee.2019.12.001. ISSN 1873-5800. PMID 31954610.